# 石神井太鼓保存会 せんば太鼓
石神井太鼓保存会 せんば太鼓（しゃくじいたいこほぞんかい せんばたいこ）は、東京都練馬区を拠点とするアマチュア創作和太鼓グループである。和太鼓を文化でありスポーツでもあると考え、日本古来の太鼓のリズムをアレンジし民衆の喜怒哀楽などを表現している。

## 沿革
- 1965年 - 雅白合太鼓（まさゆりだいこ）として発足（初代会長・山本薫）。地域の盆踊り（盆太鼓）などで活動。
- 1970年 - 石神井太鼓保存会せんば太鼓と改名。「せんば」は日本民族舞踊家の千葉雅章（せんばがしょう）に由来する。
- 1978年 - 2代目会長・森田明。
- 1981年 - 練馬区太鼓連盟の発足時加盟団体。
- 1983年 - 練馬区立泉新小学校に泉新太鼓クラブを設立[1]。
- 1986年 - 東京都太鼓連盟の発足時加盟団体。
- 1988年 - アメリカ合衆国テネシー州ナッシュビルおよびニューヨークにて公演[1]。
- 1997年 - 練馬区友好都市親善の一環としてフランス・ストラスブールにて公演[1]。
- 2001年 - たかさと小町太鼓保存会の発足時指導[2]。
- 2013年 - 3代目会長・藤田政市。
- 2021年 - 4代目会長・山本勝一